# Perspectiva espírita sobre Jesus
Para o Espiritismo, Jesus é o modelo de ser humano mais perfeito que Deus ofereceu, para servir de guia. Neste sentido é que Allan Kardec afirma que, "para o homem, Jesus constitui o tipo da perfeição moral a que a Humanidade pode aspirar na Terra. Deus no-lo oferece como o mais perfeito modelo e a doutrina que ensinou é a expressão mais pura da lei do Senhor, porque, sendo ele o mais puro de quantos têm aparecido na Terra, o Espírito Divino o animava".
Ainda segundo a doutrina espírita, Jesus veio com a missão divina de cumprir a lei, que fora anteriormente revelada por Moisés (constituindo este a primeira e Jesus a segunda revelação); ele, contudo, não disse tudo, muitas vezes se limitou a desvelar o "gérmen da verdade", que foi completada pela "terceira revelação": o Espiritismo. O médium Francisco Cândido Xavier, na obra "Emmanuel", resume: "Jesus foi a manifestação do amor de Deus, a personificação de sua bondade infinita".

## Natureza corpórea de Jesus
Uma divisão profunda no movimento espírita brasileiro, contudo, ocorreu acerca da natureza corpórea de Jesus, colocando em confronto as ideias de Kardec e as defendidas por Jean-Baptiste Roustaing, seu contemporâneo, que defendia ter o Cristo um corpo diverso dos demais, de natureza fluídica (docetismo), ponto este que fora refutado pelo próprio Kardec em um artigo de 1866; a obrigatoriedade da obra de Rousteing, contudo, é indicada nos estatutos da Federação Espírita Brasileira e uma tentativa de retirar este item foi contestada judicialmente.
Kardec menciona a questão, em A Gênese, reportando que não trataria do assunto naquele momento: “Sem nada prejulgar quanto à natureza do Cristo, natureza cujo exame não entra no quadro desta obra, considerando-o apenas um Espírito superior...”.
Este exame da natureza do Cristo, de fato, só veio a público após sua morte, na obra que reúne seus escritos publicados na ’’Revista Espírita’’ e outros inéditos – Obras Póstumas; ali, Kardec é taxativo: as discussões sobre a natureza corpórea do Cristo foi causa dos principais cismas da Igreja e refuta, no capítulo “Estudo sobre a natureza do Cristo”, todos os fundamentos da Igreja para o dogma da divindade de Jesus, razão pela qual a crença na “trindade” não tem qualquer embasamento, no Espiritismo.

## Jesus e mediunidade
Ressaltando que dada a missão que cumpriu foi um mensageiro direto de Deus, mais que um profeta e que “como homem, tinha a organização dos seres carnais; porém, como Espírito puro, desprendido da matéria, havia de viver mais da vida espiritual, do que da vida corporal”; Jesus não agia como “médium”, atuando por si mesmo e por conta de seu poder pessoal – a não ser nos momentos em que agia como intermediário do poder de Deus.